# Йоахім Румор
Йоахім Румор (нім. Joachim Rumohr; 6 серпня 1910, Гамбург — 11 лютого 1945, Будапешт) — німецький офіцер Ваффен-СС, бригадефюрер СС і генерал-майор Ваффен-СС, кавалер Лицарського хреста Залізного хреста з Дубовим листям.

## Ранні роки
Йоахім Румор народився 6 серпня 1910 року в місті Гамбург. 1 квітня 1930 Румор вступив в НСДАП (партійний квиток № 216 161), а 31 січня 1931 року в СС (службове посвідчення № 7 450).
У листопаді 1935 року Йоахіма перевели в штандарт СС «Германія», що був в складі Частин посилення СС, попередника Ваффен-СС. 1 травня 1938 року Йоахім Румор був призначений командиром 12-го штурму штандарта СС «Германія».

## Друга світова війна
Йоахім Румор взяв участь в Польській, Французькій, Балканській кампаніях і в боях на Східному фронті. 1 серпня 1940 року стає командиром 1-го дивізіону артилерійського полку СС, а з початку 1941 року — 2-го дивізіону артилерійського полку СС «Райх».
1 червня 1942 року Йоахім Румор був переведений в кавалерійську бригаду СС, де став командиром артилерійського полку СС. У тому ж місяці бригада була розгорнута в кавалерійську дивізію СС «Флоріан Гайєр».
1 липня 1944 року Румор став останнім командиром своєї дивізії. На чолі дивізії взяв участь у важких боях в Будапешті. У лютому 1945 року дивізія була практично повністю знищена радянськими військами в боях під Будапештом. Після поразки під Будапештом і при загрозі потрапити в радянський полон 11 лютого 1945 покінчив життя самогубством.

## Звання
- Гауптштурмфюрер СС (9 листопада 1938)
- Штурмбаннфюрер СС (21 червня 1941)
- Оберштурмбаннфюрер СС (9 листопада 1942)
- Штандартенфюрер СС (20 квітня 1944)
- Оберфюрер СС (9 листопада 1944)
- Бригадефюрер СС і генерал-майор Ваффен-СС (15 січня 1945)

## Нагороди
- Кільце «Мертва голова»
- Почесна шпага рейхсфюрера СС
- Залізний хрест (1939)
  - 2-го класу (14 листопада 1939)
  - 1-го класу (28 серпня 1940)
- Нагрудний знак «За поранення» в сріблі
- Нагрудний знак «За участь у загальних штурмових атаках»
- Медаль «За зимову кампанію на Сході 1941/42»
- Німецький хрест в золоті (23 лютого 1943) як оберштурмбаннфюрер СС і командир артилерійського полку СС «Флоріан Гайєр»
- Лицарський хрест Залізного хреста з Дубовим листям
  - Лицарський хрест (16 січня 1944) як оберштурмбаннфюрер СС і командир 8-го артилерійського полку СС «Флоріан Гайєр»
  - Дубове листя (№ 721) (1 лютого 1945) як бригадефюрер СС і генерал-майор Ваффен-СС і командир 8-ї кавалерійської дивізії СС «Флоріан Гайєр»
- Згадувався в Вермахтберіхт 9 жовтня 1944 року